# Питон (митология)
Вижте пояснителната страница за други значения на Питон.
Питон (Пифон) в древногръцката митология е чудовищен дракон, син на Гея.
Живее в планината Парнас и охранява свещения извор край бъдещото прорицалище (според някои автори преди там да се установи обиталището на пророчицата Пития, чието име идва от неговото, самият Питон е правел предсказанията). Със змийското си тяло е обвил девет пъти Парнас или седем пъти Делфи. 
Убит е от Аполон, който изстрелва в него 100 или 1000 стрели, за което той получава прозвището „Аполон Питийски“. След убийството му богът се очиства във водите на река Пеней и затова преди празник там отива жреческо шествие, за да откъсне клонки от лавър (свещеното дърво на Аполон).  В чест на победата, Аполон основава Питийските игри и светилището в Делфи, където Пития (всъщност множество жени, сменящи се с времето), отговаря на въпроси на поклонниците, с помощта на специални жреци-тълкуватели на думите й.